# Сирник та північне світло
«Си́рник та прима́рне сві́тло» (англ. Mater and the Ghostlight) — анімаційний шестихвилинний мультфільм 2006 року компанії Walt Disney Pictures та Pixar, який був показаний 25 жовтня 2006 року в Австралії, а у Сполучених Штатах — 7 листопада 2006 року. У фільмі розповідається про евакуатора Сирника, який намагається кожного в містечку налякати, але мультфільм також показує, що Сирник сам неабиякий боягуз. Мультфільм повністю використовує героїв мультфільму «Тачки».
Українською мовою фільм дубльовано студією UASpeedfilms на замовлення ЮаКіно у 2022 році.

## Опис мультфільму
Ця коротка історія базується на одноденній інтризі Сирника після демонстрацію повнометражного художнього мультфільму. У ній головний герой Сирник лякає всіх мешканців маленького містечка Радіаторний Рай. Він так набридає всім, що жителі містечка вирішують з нього поглузувати. Вусатий шериф-тачка розповідає жахливу історію про північне сяйво, яке все ж існує і пожирає тих, хто брязкотить своїм залізом, натякаючи на Сирника. Сусіди Сирника вішають на зад головного героя синій ліхтарик, який страшенно лякає Сирника.